# Rodriguesophis scriptorcibatus
Rodriguesophis scriptorcibatus là một loài rắn trong họ Rắn nước. Loài này được Rodrigues miêu tả khoa học đầu tiên năm 1993.